# Palazzo Spada
Palazzo Spada är ett palats i stadsdelen Regola i Rom. Det är beläget nära Palazzo Farnese och har en trädgård som vetter mot floden Tibern. Palatset rymmer en stor konstsamling, Galleria Spada. Det är också säte för Statsrådet (Consiglio di Stato).

## Historik
Palazzo Spada uppfördes omkring 1548–1550 av arkitekten Bartolomeo Baronino(en) på uppdrag av kardinal Girolamo Recanati Capodiferro(en). Den med stuckatur, reliefer och statyer rikt utsmyckade fasaden utfördes av två specialiserade konstnärliga verkstäder ledda av bland andra Giulio Mazzoni och Leonardo Sormani. Palatset förvärvades 1623 av bröderna Virginio och Bernardino Spada som båda var konstsamlande kardinaler. De anlitade arkitekten Francesco Borromini för renovering och ytterligare utsmyckning; känd är bland annat den då byggda portik som med trompe l'œil-effekter ser ut att vara fyra gånger längre än dess faktiska åtta meter. Sedan 1927 innehas byggnaden av italienska staten.

## Galleria Spada
På första våningen i palatset, i en 1600-talsflygel, är Galleria Spada beläget som omfattar fyra rum. Konstsamlingen, som skapats av bröderna Spada, innehåller verk av renässans- och barockkonstnärer såsom Artemisia Gentileschi, Tizian, Guercino och Guido Reni. 

### Konstverk i urval

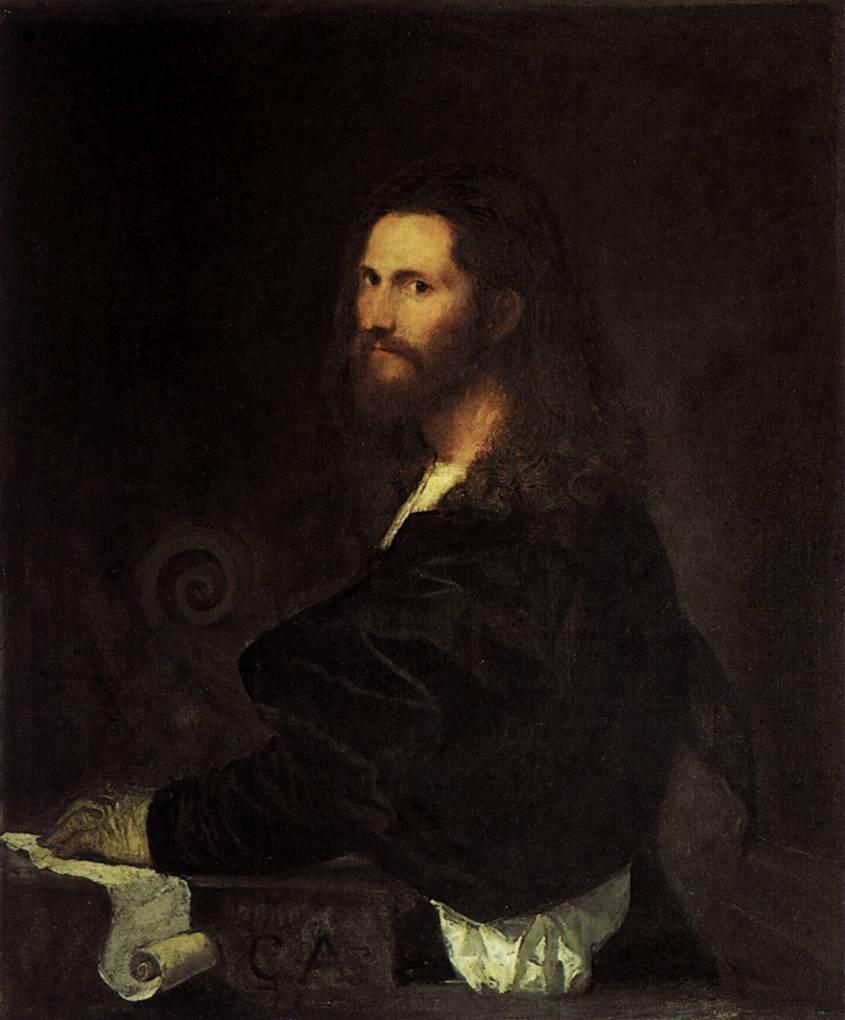
Porträtt av en musiker av Tizian (cirka 1515).
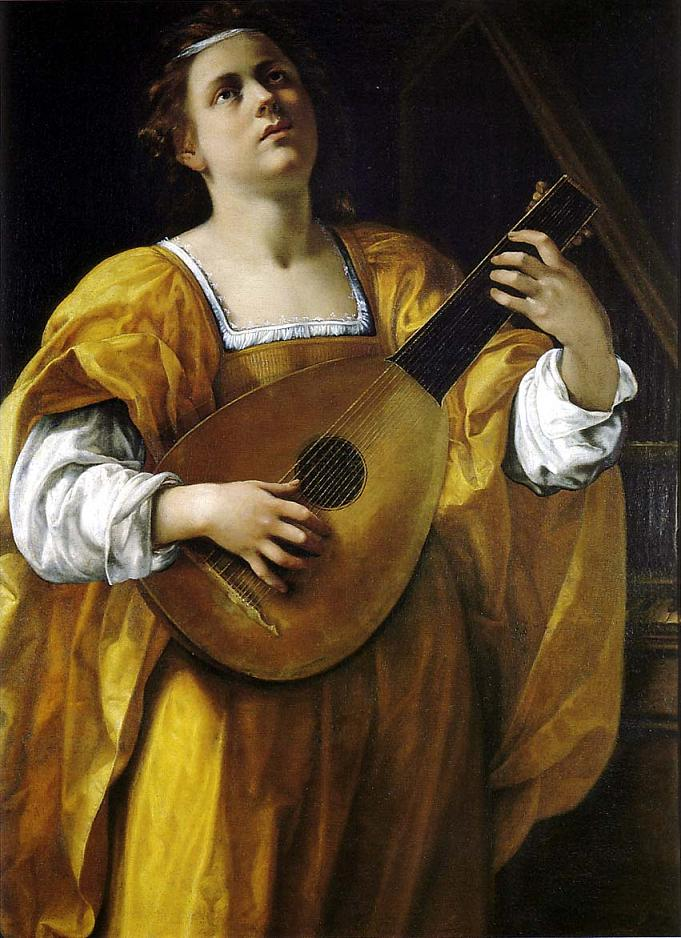
Sankta Cecilia av Artemisia Gentileschi (1620).
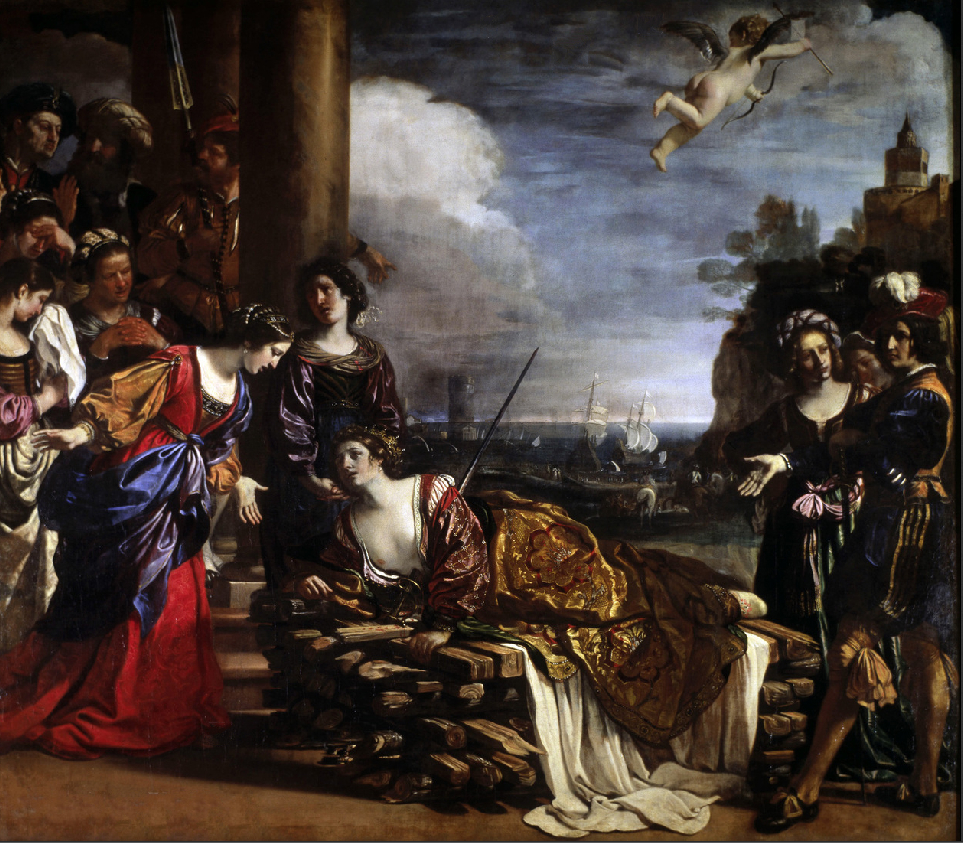
Didos död av Guido Reni (cirka 1631).
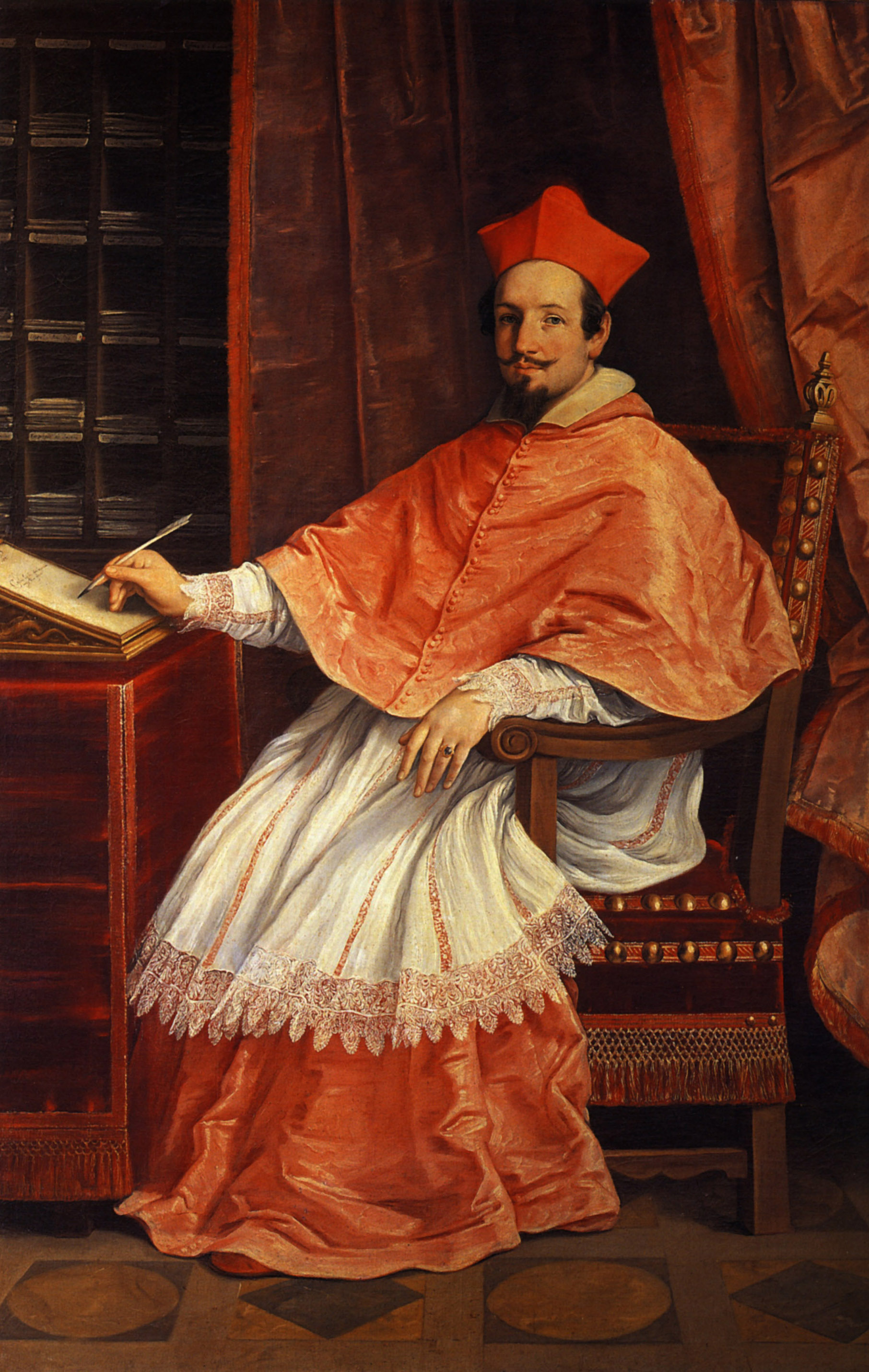
Porträtt av Bernardino Spada av Guido Reni (cirka 1631).
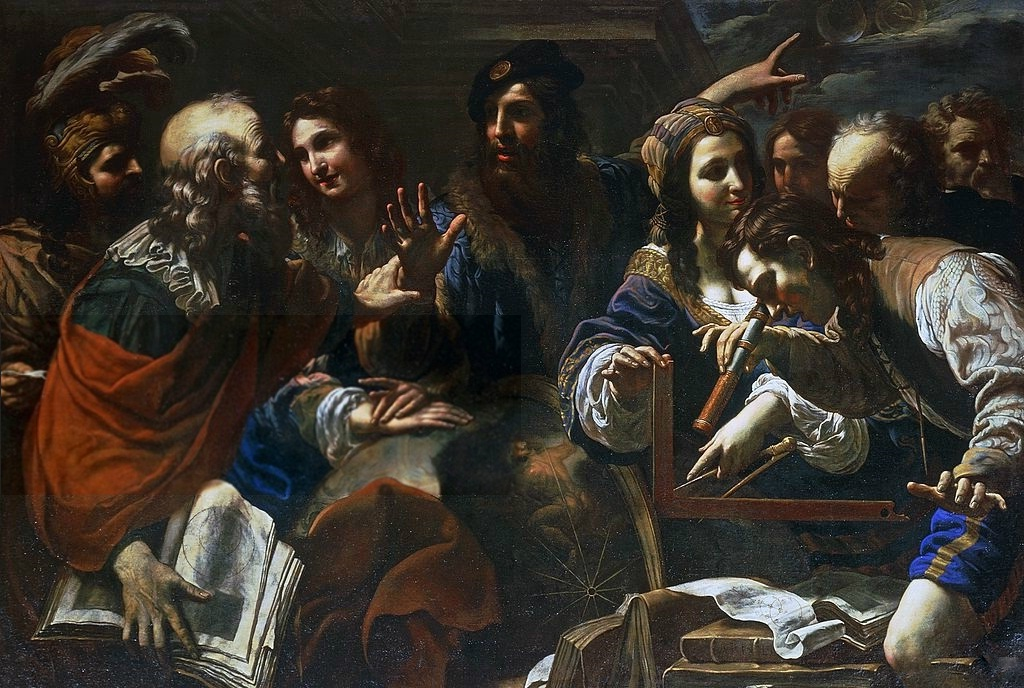
Astronomerna av Niccolo Tornioli (cirka 1640).